# Dinattus erebus
Dinattus erebus là một loài nhện trong họ Salticidae.
Loài này thuộc chi Dinattus. Dinattus erebus được Elizabeth Bangs Bryant miêu tả năm 1943.